# Veliko Gradište
Veliko Gradište (ćirilično Велико Градиште) je grad i središte istoimene općina u Republici Srbiji. Nalazi se u Središnjoj Srbiji i pripada Braničevskom okrugu.

## Zemljopis
Veliko Gradište se nalazi u sjeveroistočnom dijelu Srbije, u podnožju Karpata i Homoljskih planina, na ulasku u Đerdapsku klisuru.
Nalazi se rijekama Dunav i Peka, Dunav čini državnu granicu prema Rumunjskoj.

## Stanovništvo
Prema popisu stanovništva iz 2002. godine u gradu živi 5.658 stanovnika.
| Etnički sastav 2002. |            |        |
| Narod                | Stanovnika | %      |
| Srbi                 | 5.148      | 90,98% |
| Romi                 | 141        | 2,49%  |
| Vlasi                | 81         | 1,43%  |
| Jugoslaveni          | 39         | 0,68%  |
| Crnogorci            | 32         | 0,56%  |
| Rumunji              | 29         | 0,51%  |
| Hrvati               | 14         | 0,24%  |
| Mađari               | 9          | 0,15%  |
| ostali               | 28         | 0,49%  |
| nepoznato            | 90         | 1,59%  |

| broj stanovnika | 2783  | 3264  | 3391  | 4075  | 4977  | 5793  | 5658  |
|                 | 1948. | 1953. | 1961. | 1971. | 1981. | 1991. | 2002. |

## Vanjske poveznice
- Službena stranica grad  Arhivirana inačica izvorne stranice od 18. veljače 2009. (Wayback Machine)